# Stamnos

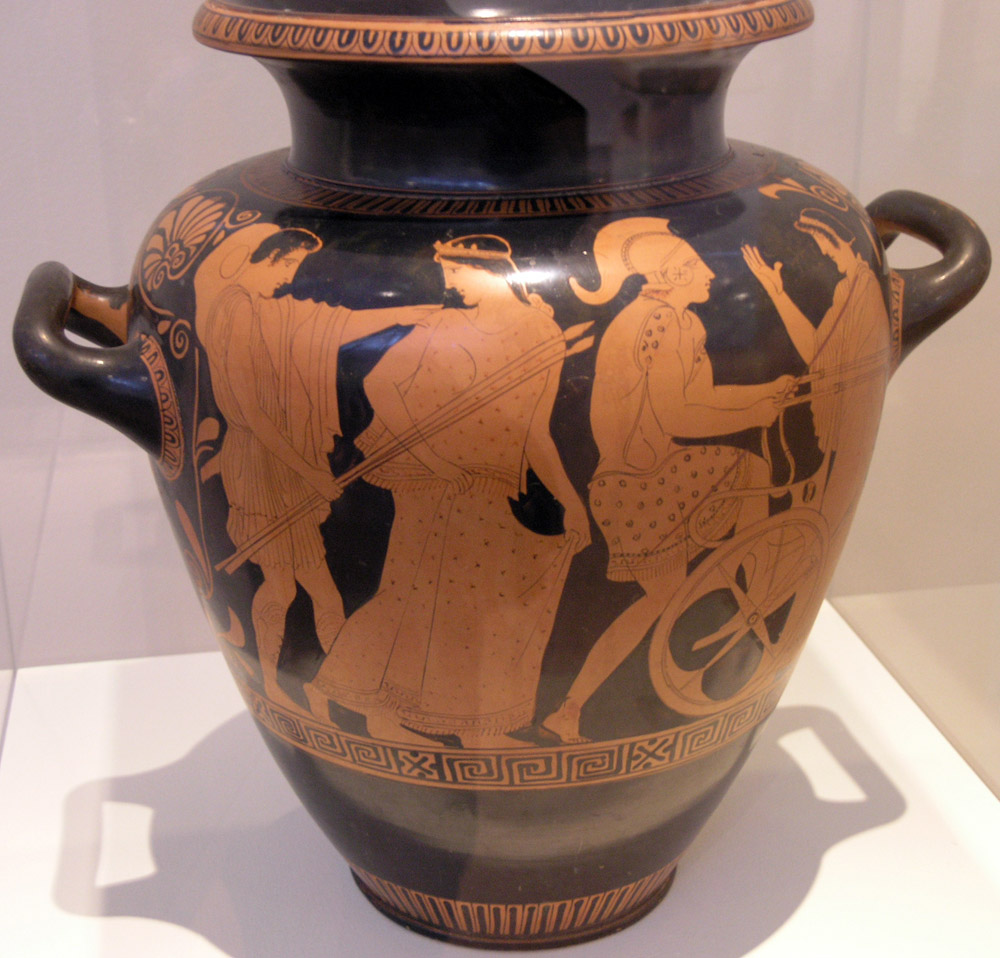
Stamnos des Vasenmalers Polygnotos, etwa 430–420 v. Chr., Archäologisches Nationalmuseum Athen

Ein Stamnos, Plural Stamnoi (altgriechisch στάμνος stámnos) war ein dickbauchiges, der Amphora ähnliches Vorratsgefäß im antiken Griechenland. Stamnoi hatten einen kurzen Hals und seitlich zwei horizontale Henkel am Gefäßkörper. Das Gefäß zur Aufbewahrung von Wein, Öl und anderen Flüssigkeiten wurde in archaischer Zeit wahrscheinlich in Lakonien oder Etrurien entwickelt. Typisch war ein Deckel für das Gefäß. Auf griechischen Inschriften wurde auch das heute als Pelike bekannte Gefäß mit Stamnos beschriftet, dennoch hat sich heute in der Archäologie die beschriebene Zuweisung durchgesetzt. In Athen wurde der Stamnos um 530 v. Chr. eingeführt und nahezu ausschließlich für den Export nach Etrurien produziert. Heute sind fast 400 Stamnoi erhalten. Die Herstellung erfolgte fast vollständig an einem Stück, lediglich der Fuß und manchmal auch Hals und Lippe wurde separat getöpfert und anschließend angebracht.
Auf rotfigurigen Vasenmalereien wird der Stamnos als wichtiges Gefäß während dionysischer Frauenfeste dargestellt. Daher rührt auch der Name Lenäenvasen. Eine Verwendung in attischen Kulten ist nicht zuletzt wegen der nichtattischen Herkunft fraglich.
In Etrurien wurden vom 6. bis 4. Jahrhundert v. Chr. bronzene Stamnoi gefertigt; ein Herstellungsnachweis für den hellenistischen Mittelmeerraum ist nicht belegt. Die Funktion des Gefäßes war ebenfalls die Aufbewahrung von Flüssigkeiten, er fand im etruskischen Raum aber auch Verwendung als Grabbeigabe. Die Stamnoi  wurden zudem in den frühkeltischen Raum importiert und lassen sich als Grabbeigabe in sogenannten Fürstengräbern dokumentieren. Die Produktion der Stamnoi lässt sich aufgrund unterschiedlicher Ausprägung von Attaschen und Randverzierung in verschiedene Phasen einteilen und durch Fundkontext der Gräber auch chronologisch einordnen. Als Hauptproduktionsorte werden Vulci und Todi vermutet.